# Akhlut
Nella mitologia inuit Akhlut è uno spirito orca che assume la forma di un gigantesco lupo o di un lupo-orca ibrido quando si trova sulla terraferma. 
Si tratta di una bestia pericolosa che si avventura sulla terra per cacciare gli esseri umani e gli altri animali  .
Le sue tracce possono essere identificate perché sono tracce di lupo che provengono e vanno verso il mare, il che indica che la creatura è in attesa di prede sotto l'acqua nelle vicinanze. Spesso, i cani che sono stati visti camminare verso o dentro l'oceano sono considerati demoni. Poco si sa di questo spirito, oltre al fatto che si trasforma da orca in lupo quando ha fame, non sono molti i miti che lo citano.